# 卢扎克-圣安德烈
卢扎克-圣安德烈（法語：Louzac-Saint-André，法語發音：[luzak sɛ̃.t‿ɑ̃dʁe]）是法国夏朗德省的一个市镇，位于该省西部，属于干邑区。该市镇于1972年由原市镇卢扎克（Louzac）和圣安德烈（Saint-André）合并而成。

## 地理
卢扎克-圣安德烈（45°42'49"N, 0°24'42"W）面积10.04 平方千米，位于法国新阿基坦大区夏朗德省，该省份为法国西部内陆省份，北起德塞夫勒省和维埃纳省，东临上维埃纳省，东南至多尔多涅省，南至多爾多涅省，西接滨海夏朗德省。
与卢扎克-圣安德烈接壤的市镇（或旧市镇、城区）包括：雅夫勒扎克、圣洛朗德干邑、谢拉克、瓦勒德干邑。
卢扎克-圣安德烈的时区为UTC+01:00、UTC+02:00（夏令时）。

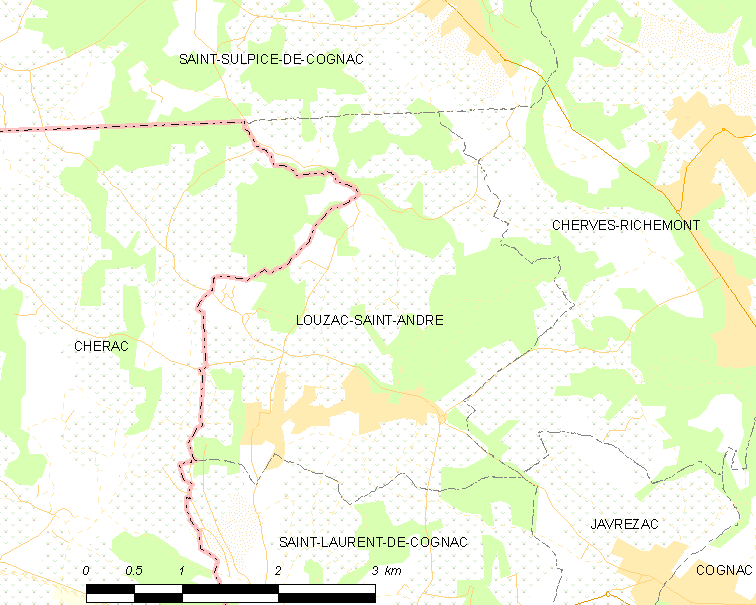
卢扎克-圣安德烈的OSM定位图

## 行政
卢扎克-圣安德烈的邮政编码为16100，INSEE市镇编码为16193。

## 政治
卢扎克-圣安德烈所属的省级选区为干邑第一县。

## 人口

1962-2008年间卢扎克-圣安德烈人口变化图示

卢扎克-圣安德烈于2022年1月1日时的人口数量为964人。